# Condado de Hancock (Virgínia Ocidental)
O Condado de Hancock é um dos 55 condados do estado norte-americano da Virgínia Ocidental. A sede do condado é New Cumberland, que é também a sua maior cidade. O condado tem uma área de 228 km² (dos quais 16 km² estão cobertos por água), uma população de 32 667 habitantes, e uma densidade populacional de 152 hab/km² (segundo o censo nacional de 2000). O condado foi fundado em 1848 e recebeu o seu nome em homenagem a John Hancock (1737-1793), mercador, estadista e patriota, governador do Massachusetts e célebre como primeiro signatário da Declaração de Independência dos Estados Unidos da América na qualidade de presidente do Congresso Continental.